# Adela Fernández y Fernández
Adela Fernández y Fernández (Ciudad de México, 6 de diciembre de 1942-Ciudad de México, 18 de agosto de 2013) fue una escritora mexicana. Adela fue hija del director de cine y actor Emilio Fernández.

## Compromiso cultural
Adela Fernández luchó por difundir la cultura en México: «Siempre le dio un lugar destacado a los indígenas, por ello es que trabajó durante muchos años en el Instituto Nacional Indigenista y publicó varias obras para que el pueblo de México supiera lo que significaba la identidad».
Asimismo, compartió el legado que su padre dejó en el cine, abriendo las puertas de La Casa Fuerte donde hacía visitas guiadas para contar infinidad de anécdotas que vivió con grandes actores y cineastas de la Época de Oro del cine mexicano con el fin de preservar la legendaria casona legada por su padre en Coyoacán, además de realizar eventos y expos culturales difundiendo el cine nacional y el patrimonio cultural, histórico y artístico de la nación mexicana.
A su muerte, Adela pidió se le recordara «como una mujer fuerte que no se dejó amedrentar por nada ni por nadie, que fue fiel a sus principios y se comprometió con la cultura de México».

## Vida personal

### Relación con su padre
La relación con su padre Emilio Fernández, terminó cuando la joven era adolescente y le confesó que era lesbiana, hecho que al hombre le impactó. Luego de esto, tuvo que irse de su casa y solo hasta la muerte de su padre, Adela pudo reaparecer en su entorno social.

### Problemas con Columba Domínguez
Luego del fallecimiento de su papá en 1986, se desató una controversia sobre su testamento, particularmente sobre su casa ubicada en el barrio de Coyoacán, al sur de la Ciudad de México. Fernández murió intestado y automáticamente, ella fue nombrada su heredera universal, en perjuicio de la actriz Columba Domínguez, quien había sido pareja de su progenitor por varios años y alegaba derechos sobre la propiedad. De acuerdo a esta última, Adela era adoptada, no era descendiente biológica de Emilio, y él nunca la adoptó legalmente. Estos detalles, así como la situación legal, nunca fueron aclarados porque Fernández y Fernández falleció en 2013.
Adicional a esto, las dos nunca se llevaron bien, e incluso Adela llegó a asegurar que su padre le había sido infiel a la artista en varias ocasiones, a pesar de que ella siempre lo defendía y decía que era un hombre sumamente cariñoso que la cuidaba a ella y a la relación que ambos tenían.

## Muerte
Adela Fernández falleció el domingo 18 de agosto de 2013, a los 70 años de edad, víctima de una oclusión intestinal. Sus restos fueron velados y depositados en la Casa Fuerte de Emilio Fernández Romo, en Coyoacán, Ciudad de México. Descansa al lado de su padre "El Indio", en el patio Tláloc, donde se construyó una estela que posee decoraciones de figuras zapotecas de Mitla (Oaxaca), nahuas (nahui ollin), mayas xicalancas, tutunakú (Tlaloc totonaca).

## Obra

### Cuentos
- El perro o el hábito por la rosa (1975).
- Duermevelas (1986).
- Vago espinazo de la noche (1996).

### Biografías
- Henry Deauloney, un pintor impresionista (1983).
- Emilio Fernández, vida y mito (1986).
- Atenea (2006).

### Teatro
- El Sepulturero (1968).
- Claro oscuro (1968).
- Frente al público, ante la multitud (1968).
- Actuarmántina (1969).
- Ciborea, madre de Judas (1969).
- Sin Sol... ¿hacia dónde Mirarán los Girasoles? (1972).
- Sarah Bernhardt (1974).
- Feliz a quemarropa (1975).
- La Prodigiosa (1980). Con esta obra recibió, en 1986, el Premio Sor Juana Inés de la Cruz a la Excelencia del Trabajo Literario de Mujeres de la Lengua Española.
- Alzaduras (1987).
- La tercera soledad (1987).
- Cosas de hilos (1988).
- Monja cornada (1989).
- Candil de la calle.
- El miedo y sus aliados.
- Retorna de África.

### Gastronomía
- La tradicional cocina mexicana y sus mejores recetas. (1985).
- Sabrosuras de la muerte: comida para las ánimas (1999).

### Otros
- Las drogas, paraíso o infierno (1973).
- Las drogas ¿viaje sin retorno? (1973).
- Así vivieron los mayas (1983).
- Dioses prehispánicos de México: mitos y deidades del panteón náhuatl (1992).
- Diccionario ritual de voces Nahuas (1992).
- Híbrido (2011).

### Cortometrajes
- Cotidiano Surrealismo